# Зі щитом або на щиті

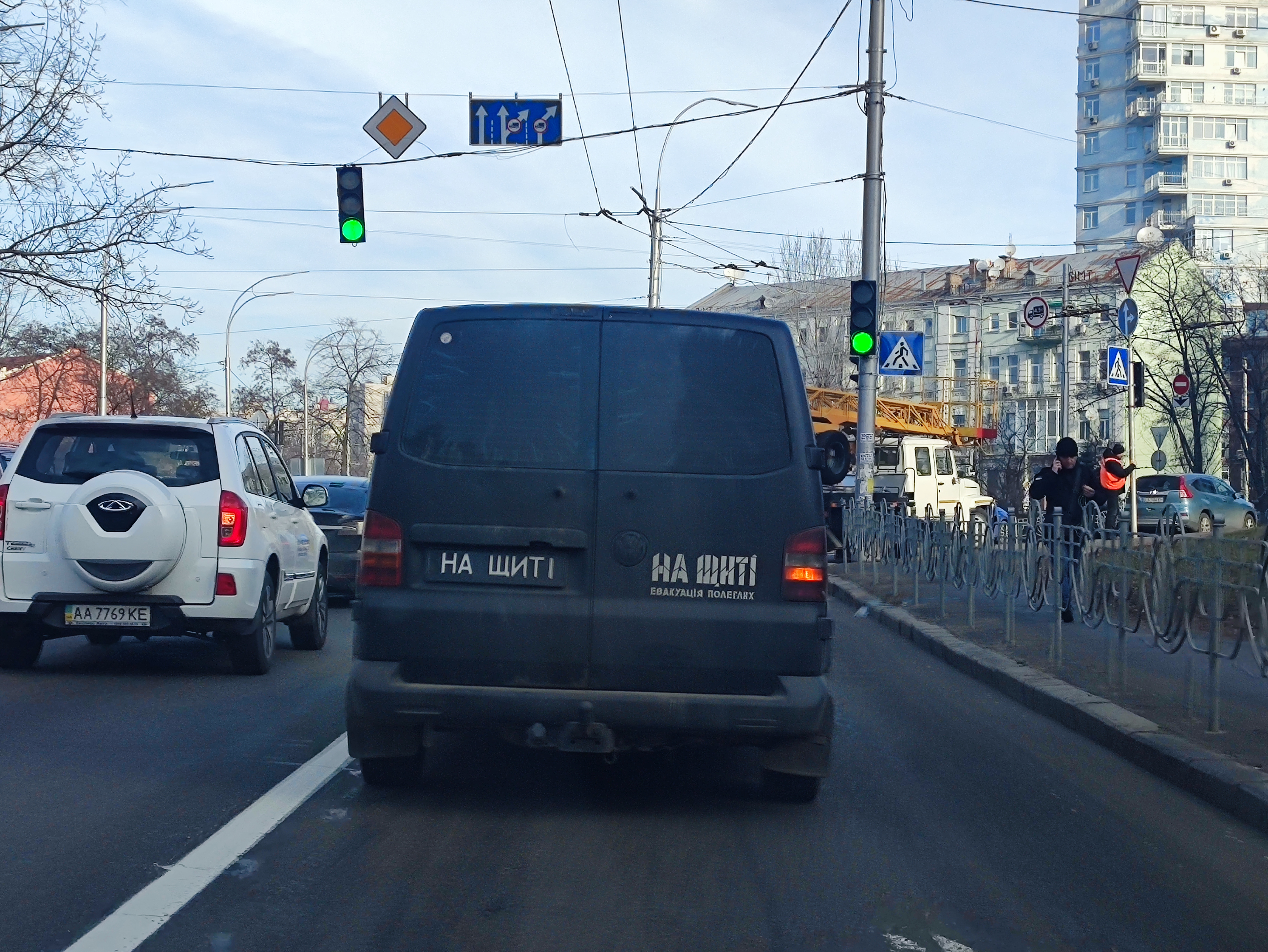
На щиті

Зі щитом або на щиті (грец. ἢ τὰν ἢ ἐπὶ τᾶς, лат. aut cum scuto, aut in scuto) — фразеологізм, що означає заклик перемогти, досягти мети або загинути зі славою. Сходить до Стародавньої Спарти, де полеглого в бою воїна, імовірно, несли з поля битви на його щиті.

## Початкова форма фразеологізму
Початкова форма фразеологізму в давньогрецькій мові — ἢ τὰν ἢ ἐπὶ τᾶς («з ним або на ньому»). Дослідники зводять його до фрагмента з невеликого твору давньогрецького історика Плутарха «Вислови спартанських жінок». Деякі історики заперечують приналежність цього твору Плутарху. Причина — незавершеність і необробленість збірки. Деякі історики вважають збірку незакінченою роботою самого Плутарха, оскільки деякі фрагменти з неї присутні в біографії Агесилая, що належить Плутарху, а також зустрічаються в інших «Моральних творах» цього автора. Цей фрагмент в оригіналі та в українському (*вільному) перекладі:

16. ῎Αλλη προσαναδιδοῦσα τῷ παιδὶ τὴν ἀσπίδα καὶ παρακελευομένη· «τέκνον“ ἔφη, „ἢ τὰν ἢ ἐπὶ τᾶς»
(16. Одного разу спартанка, вручаючи синові щит, промовила йому: «Або з ним, сину мій, або на ньому») — грец. Πλούταρχος. Λακαινών Αποφθέγματα 241F

Деякі античні письменники вважали, що другу частину вислову слід розуміти, як пряме розпорядження не випускати щит із рук, тобто битися до кінця (важкий щит зазвичай кидали воїни під час втечі). Плутарх приписує цю фразу невідомій на ім'я спартанці і не пише безпосередньо про широку поширеність фразеологізму в Стародавній Спарті. Нині прийнято вважати, що Плутарх має на увазі звичай приносити на щиті додому вбитих воїнів. На цей звичай вказує фрагмент із твору «Вислови спартанців» — «Ось Фрасібула в Пітану внесли на щиті бездиханним». Радянський історик-антикознавець М. Н. Ботвинник співвідносить фразеологізм із цитатою з Валерія Максима і знаходить у ній певне обгрунтування широкого розповсюдження його в Давній Спарті та Римі:
Клеарх, спартанський полководець, підтримував військову дисципліну примітними словами, які повторювали раз по раз: полководця повинні більше боятися свої воїни, ніж вороги. Тим самим він вселив солдатам просту думку: якщо сумніваєшся, чи віддати своє життя в бою, позбудешся його при покаранні. Це стало чимось на зразок гасла, яке впроваджували спартанцям ще вдома, до бою. Цього цілком достатньо для чужоземних відомостей, тим паче, що ми можемо навести й наші власні приклади, більш рясні та плідні.— Валерій Максим
— Валерій Максим. Дев'ять книг примітних вчинків і висловів, 2.7.ext.2
Згодом виникла традиція приписувати цей вислів не анонімній спартанці, а Горго (близько 507 — після 480 до н. е.), дружині спартанського царя Леоніда I. За припущенням істориків, це вперше зробила візантійська енциклопедія Іоанна Стобея, яка посилалася на Аристотеля, але відповідний фрагмент його твору не зберігся (Stob. VII 31). Іноді сучасні лінгвісти помилково стверджують, що Плутарх приписував цей фразеологізм саме Горго.

## Грецький щит
Гопло́н (або аргівський щит) — круглий опуклий щит важкоозброєного піхотинця ( гопліта ), отримав свою назву від терміна (дав.-гр. ὅπλον), який спочатку у грецькій мові позначав «зброю». Греки відрізняли його від іншого різновиду щита — «асписа» (дав.-гр. аσπίς). Діаметр гоплону — від 80 сантиметрів до 1 метра; щит прикривав воїна від підборіддя до колін. Цей тип щита виник, ймовірно, в VIII столітті до зв. е.; це припущення засноване на появі в цей час зображень на кераміці. Основа являла собою з'єднані дерев'яні планки. З внутрішньої сторони обтягувалася шкірою, із зовнішньої — покривалася бронзою або залізом. На внутрішньому боці розташовувалася бронзова рукоять, куди рука просовувалася до ліктя. Кистю руки воїн стискав другу рукоять, розташовану біля краю щита. Вона виготовлялася зі шнура або шкіряного ремінця. Іноді до нижньої частини гоплона прикріплювали «фіранку», яку виготовляли зі шкіри, повсті або тканини. Вона заміняла поножі і призначалася для захисту ніг гопліта від стріл і дротиків. З'явилася вона пізніше — на початку V століття до н. е. з початком греко-перських воєн. Гоплон важив від 6 до 15 кілограмів. 

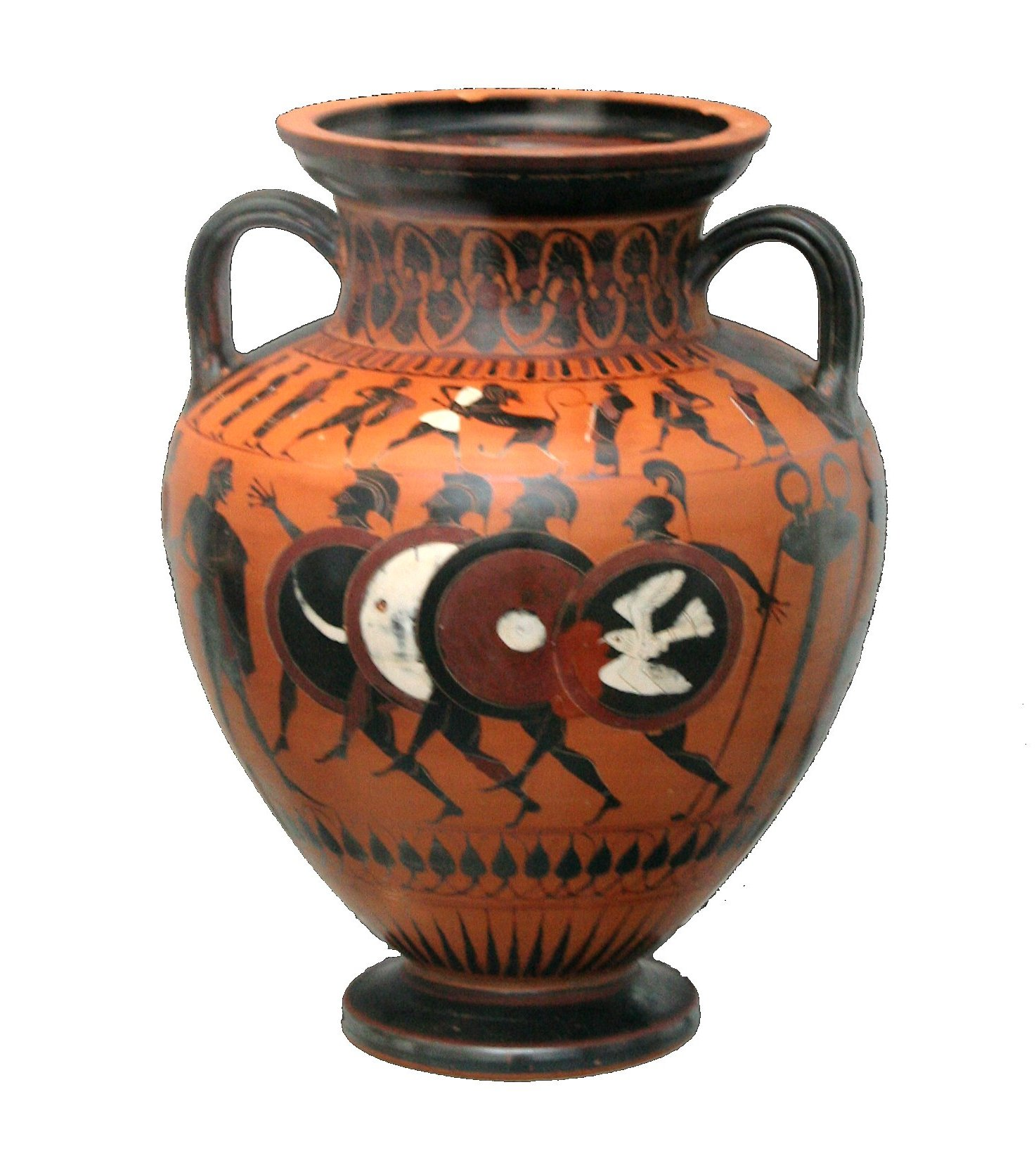
Біг із гоплоном. Ваза, близько 550 року до зв. е..
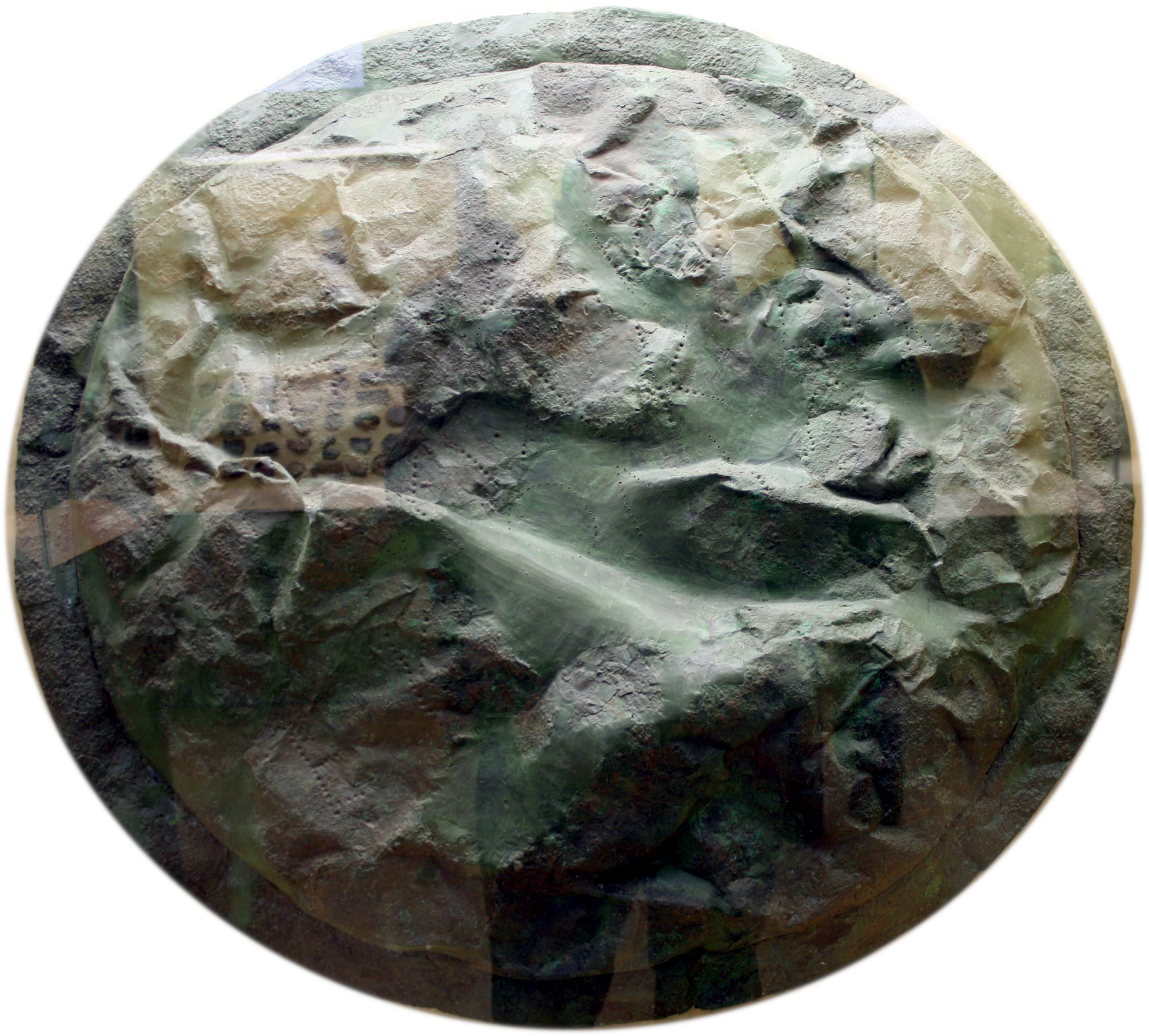
Спартанський гоплон, близько 510 року до зв. е., Афіни, Музей агори
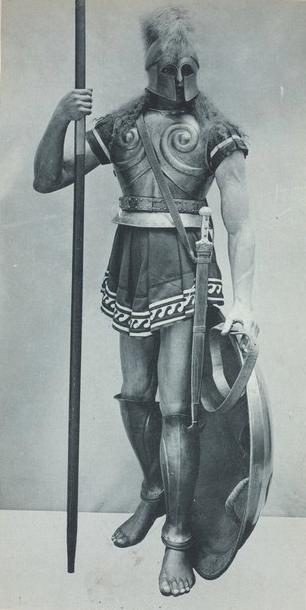
Спартанський гопліт
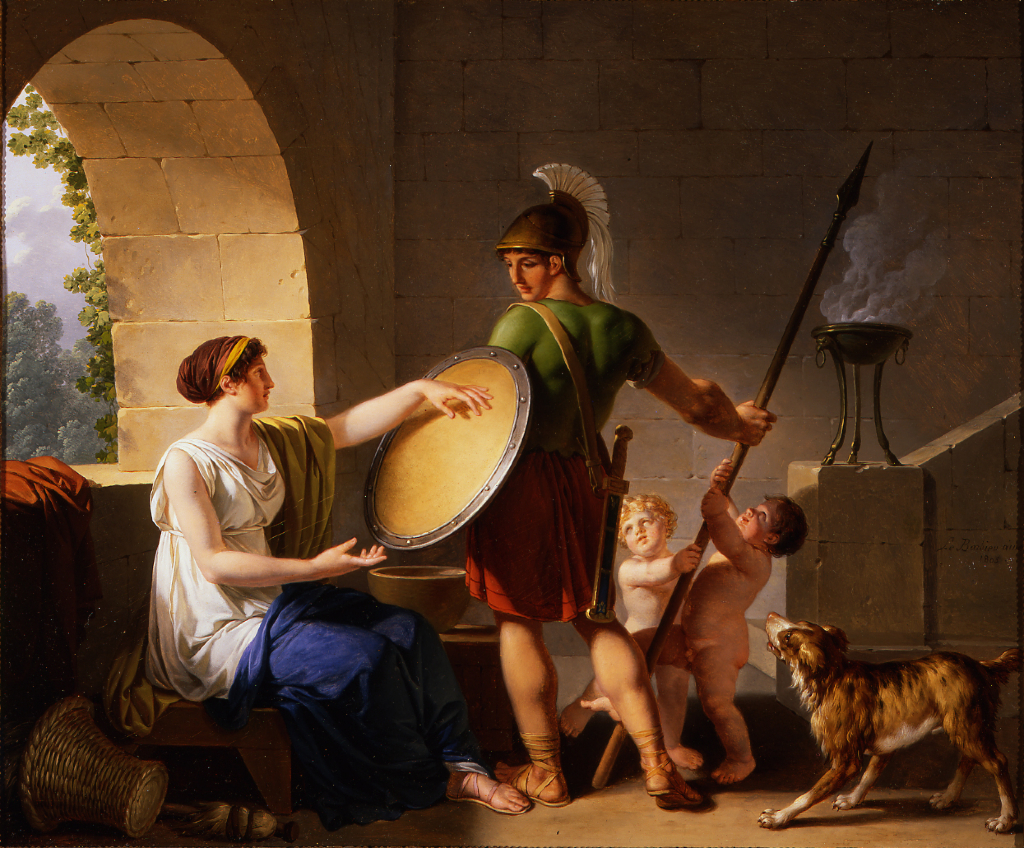
Жан-Жак-Франсуа Ле Барбі. Спартанка вручає щит своєму синові, близько 1805 року.

Французький художник-класицист Жан-Жак-Франсуа Ле Барбье зобразив сцену прощання спартанця зі своєю матір'ю на картині «Спартанка вручає щит своєму синові» з Портлендського художнього музею .

## Розповсюдження фразеологізму в Новий час
Фразеологізм набув значного поширення в латинському, більш ясному для розуміння, перекладі, де щит не мається на увазі, як у грецькому оригіналі, а згадується безпосередньо. При цьому іноді трапляється дослівний переклад із грецької мови без згадки щита. Зокрема, така фраза латинською мовою "Fili, inquit, aut cum hoc, aut in hoc revertere"  міститься у творі німецького лютеранського церковного діяча та письменника Йоганна Розфилда (близько 1550 - 1626) під назвою "Antiquitatum Romanarum corpus absolutissimum", яке вперше було видано в Базелі в 1585  .

Прапор маніотів. Напис: "Перемога чи смерть - З ним чи на ньому"

Фразеологізм був написаний у формі «Перемога або смерть — з ним або на ньому» (др. грец. "Νίκη ἢ Θάνατος - ἢ τὰν ἢ ἐπὶ τᾶς") на прапорі маніотів — жителів місцевості в Пелопоннесі, які вважали себе нащадками стародавніх спартанців. В епоху турецького панування над Мореєю, а потім і влади венеційців (1687–1718), вони фактично зберігали незалежність. У маніотів існувала кланова система, схожа на злочинні структури Південної Італії та Сицилії, була широко поширена вендета, опорою сім'ї були схожі на фортецю вежі, кількість яких на початок XIX століття становила до 800   .
Вже у ХІХ столітті крилате вираз міцно увійшло російську мову. «Аль на щиті чи зі щитом повернуся до тебе з Палестини» — рядок з вірша в романі Нестора Лялькаря «Евеліна де Вальєроль», а також романсу «Virtus antiqua» («Старовинна доблесть», інша назва — «Лицарський романс») із циклу «Прощання з Петербургом», створеного цього вірш Михайлом Глінкою (1840). Романс присвячений Ф. П. Толстому  .
Письменник і енциклопедист Моріц Міхельсон наводить приклади з російської поезії та прози цього часу: «Дивись же... не вдари обличчям у багнюку і повертайся з перемогою, зі щитом чи на щиті» (Григорій Данилевський «Дев'ятий вал», 1874), «Той не герой, хто лавром не увіт, чи на щиті не винесений із бою» (Микола Некрасов «Зажурство», 1874).
Інші приклади вживання в російській літературі: «Почекай — і син твій зі страшна бою чи то на щиті, чи то під щитом, з перемогою, зі славою, з дружиною, з трофеями приїде до хати» (Гавриїл Державін. «На смерть графині Румянцевої», 1788); «Дайте мені руку на щастя... Ліву — ближче до серця. Явлюся післязавтра — зі щитом або на щиті! Мені щось каже: я повернуся переможцем» (Іван Тургенєв. «Весняні води», 1872).
Зустрічається використання фразеологізму і в радянській прозі: в епопеї Михайло Шолохов « Тихий Дон » батько говорить синові, який повернувся після поранення на війні: «Адже зі щитом… га? Або як? Зі щитом, кажу, прибув?» (1925-1940, книга 3, частина 6, глава 5), у своєму романі використовують фразеологізм Ільф і Петров : «Але ще смішніше було б працювати на повну силу після повернення Полихаєва. Він повернувся, як казав Бомзе, на щиті, приміщення залишилося за ГЕРКУЛЕС'ом, і співробітники присвячували службовий годинник глузуванням над комуновідділом» («Золоте теля», 1931, частина 2, глава 11).
Окремі випадки вживання фразеологізму зафіксовано наприкінці XX – на початку XXI століття. Віктор Цой написав пісню «Червоно-жовті дні», де є слова: «И я вернусь домой — со щитом, а, может быть, — на щите, в серебре, а, может быть, — в нищете, но как можно скорей».
Філолог Борис Шварцкопф зазначає, що з плином часу відбулася трансформація сенсу фразеологізму. У російській мові закріпилося переносне значення «стати переможцем (на щиті!) або переможеним», а не первісне «стати переможцем або загинути (на щиті)». Він вважає, що тут, усупереч усталеному значенню, слова «на щиті» позначають часто не поразку, а перемогу. Причина — є близький фразеологізм («поднять на щит»). Він означає в російській мові «звеличувати, вихваляти кого-небудь» (від обряду проголошення імператора давньоримськими легіонерами, які піднімали його на щит). На його думку, підміна сенсу сталася в популярних романах Ільфа і Петрова «Золоте теля» і А. С. Макаренка «Прапори на вежах» (1938). Німецька дослідниця Анке Левін-Штайнманн у своїй книзі «Тематичний фразеологічний словник російської мови», виданої в Німеччині російською мовою, стверджує, що фразеологізм «Зі щитом або на щиті» є зникаючим і виходить із вживання. 
В Україні висловом «На щиті» прийнято називати воїнів, що загинули від ворогів на російсько-українській війні.

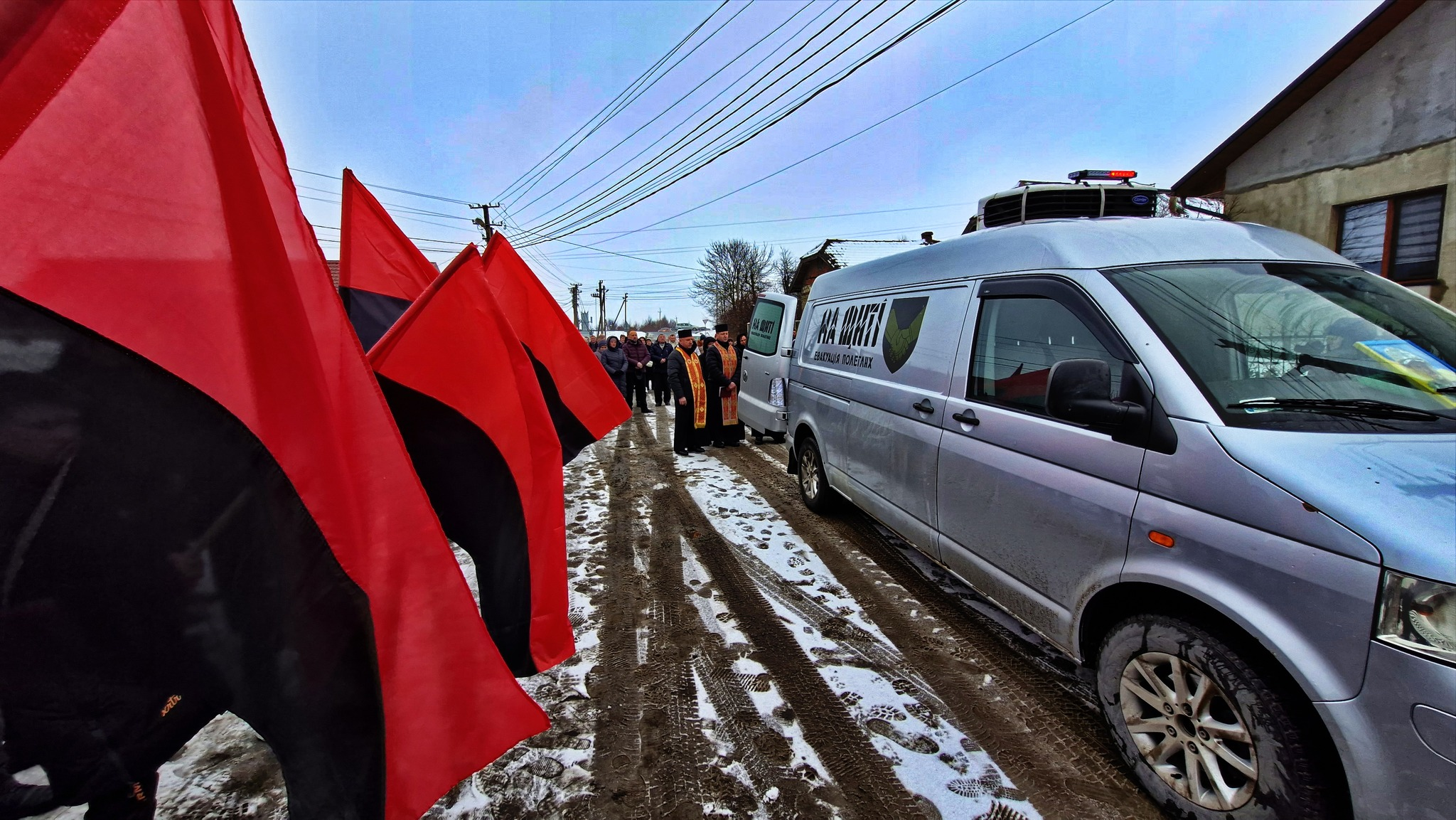

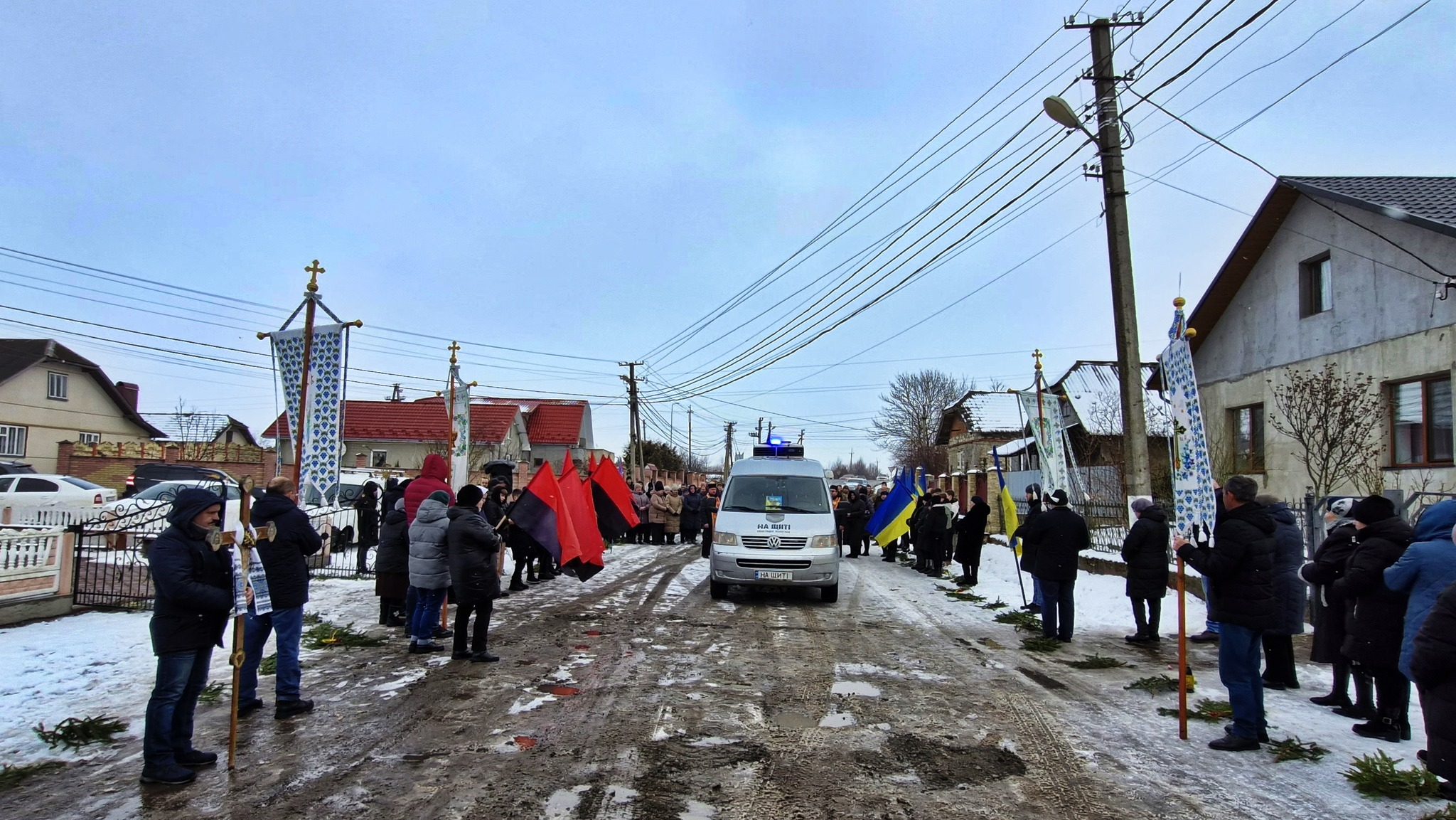